# تريفور سميث (فنان قتال مختلط)
تريفور سميث (بالإنجليزية: Trevor Smith) هو فنان قتال مختلط أمريكي، ولد في 5 يناير 1981 في فانكوفر في الولايات المتحدة.

## وصلات خارجية
- تريفور سميث على موقع يو إف سي (الإنجليزية)
- تريفور سميث على موقع شيردوغ (الإنجليزية)
- تريفور سميث على موقع IMDb (الإنجليزية)
- تريفور سميث على موقع قاعدة بيانات الفيلم (الإنجليزية)